# Casa Pedemonte
La Casa Pedemonte és un edifici de Sant Andreu de la Barca (Baix Llobregat) inclòs en l'Inventari del Patrimoni Arquitectònic de Catalunya.

## Descripció
Es tracta d'un conjunt de casa amb jardí, d'estil eclèctic. Les dues torres recalquen l'estil plateresc amb les borles al cap de les teulades, donant-li un caràcter sobri. La façana principal queda acabada amb un frontó. Tota la casa està decorada exteriorment amb esgrafiats de formes geomètriques. A la part superior dels balcons es troben uns ornaments florals de terracota que s'aguanten sobre unes petites mènsules.

## Història
Va ser projectada el 1930 per l'arquitecte Modest Feu com a residència d'estiueig del seu gendre Bonaventura Pedemonte i Falguera, i acabada un any més tard. El 1998 va ser adquirida per l'Ajuntament de Sant Andreu de la Barca, i actualment allotja una escola bressol.